# Ege-blandskov
 Ege-blandskov er skov der er domineret af Eg. Det skyldes dels, at jordbunden er forholdsvis mineralrig, dels at den har et højt grundvandsspejl og dels at området bliver græsset. Kun under de forhold kan egen hævde sig i forhold til andre træarter.
Ege-blandskov er betegnelsen for en naturtype i Natura 2000-netværket, med nummeret 9160. Naturtypen omfattes af plantesamfundet Carpinion betuli.
Blandt de karakteristiske arter i denne skovtype kan man nævne:
- Avnbøg
- Bølget Bunke
- Dag-Pragtstjerne
- Småbladet Lind
- Stilk-Eg
- Stor Fladstjerne
- Stor Frytle
- Vinter-Eg
- Vrietorn